# 37. domobranska pješačka pukovnija Gruž
37. domobranska pješačka pukovnija Gruž (k.k. Landwehr Infanterieregiment „Gravosa“ Nr. 37), od 1917. 37. streljačka pukovnija Gruž (k.k. Schützenregiment Nr. 37 „Gravosa“) bila je postrojba u sastavu carskog i kraljevskog domobranstva Austro-ugarske vojske na području vojnog okruga Herceg Novi. Stožer pukovnije bio je u Gružu (Dubrovnik).

## Povijest
Osnovana je 1906. godine zbog povećanja i reorganizacije carsko-kraljevskog domobranstva. Od osnivanja do 1911. dvije bojne i zapovjedništvo bilo je u Dubrovniku, dok je treća bojna bila smještena u Đenovićima. Ta bojna je 1911. premještena u Kotor. 37. gruška dom. pukovnija, zajedno s 23. dom. zadarskom te pukovnijama iz Tirola i Koruške, bila je posebno obučena za planinsko ratovanje. Nosili su "sportski kroj" odora, pogodan za penjanje i kretanje kroz gorje. Okovane čizme, snježne naočale, oprema za penjanje i posebni kaputi bili su sastavni dio njihove opreme.

## Prvi svjetski rat
Izbijanjem Prvog svjetskog rata postrojba se šalje u BiH prema Srbiji u sklopu 4. gorske brigade, 18. pj. divizije i XVI. zbora. Od kraja 1914. do svibnja 1915. bila je stacionirana u Vlasenici. U listopadu 1915. upućeni su na talijansko bojište te borave u Gorici. 22. studenoga 1915. na području Osiavije pukovnija je zajedno s kranjskom 17. domobranskom i zadarskom 23. domobranskom odbacila talijanske snage i ponovo zauzela izgubljene položaje, te je spomenuta u službenom izvješću vrhovnog zapovjedništva.
Zajedno s domobranskom pukovnijom 23. zadarskom i 22. pješačkom čini jezgru 58. pješačke divizije, koja se zbog toga često u literaturi naziva "Dalmatinska", čije brdske (Gebirgs) brigade (4. i 5.), pod zapovjedištvom generala Erwina Freiherr Zeidlera čine glavnu okosnicu Goričke obrane.
Po završetku Treće sočanske bitke zapovjednik Jugozapadnog bojišta general pukovnik nadvojvoda Eugen uputio je pohvalu za iskazanu hrabrost svih dalmatinskih postrojba (23. domobranska, 37. domobranska te 22 pješačka) iz sastava XVI. korpusa
„Među herojima treće bitke na Soči moraju u prvom redu biti spomenuti sinovi Dalmacije. Oni su svojom primjernom hrabrošću ponovo dokazali da spadaju među moje najbolje vojnike. Stoga molim Vašu ekscelenciju da to proglasi u cijeloj zemlji i stanovništvu Dalmacije i izrazi moju zahvalnost za odanost caru i državi, kojom njegovi sinovi tako sjajno djeluju na bojnom polju.“

General pukovnik nadvojvoda Eugen
Pukovnija se borila na Soči. Tijekom šeste sočanske ofenzive, tri satnije III. bojne 37. dubrovačke pukovnije su se predale i time omogućile Talijanima zauzimanje Sabotina u svega 40 minuta 6. kolovoza 1916. Prilikom pokušaja deblokade III. bojne, uništena je cijela II. bojna 22. dalmatinske, koja na juriš pokušala osvojiti izgubljene položaje na Sabotinu. Druga bojna pukovnije prilikom 6. ofenzive bila je zadnja austro-ugarska postrojba koja se povukla s desne obale Soče kod Solkana.
Kako je u svibnju 1917. car Karlo I. odlučio u počast hrabrog držanja preimenovati cijelo carsko-kraljevsko domobranstvo iz Landwehr u Schützen (strijelci), postrojba je preimenovana u 37. streljačku pukovniju Gruž (37 Schützen-Regimenter Gravosa). Prilikom 11. sočanske bitke, 27. kolovoza 1917. pukovnija je odbila žestoke napade Talijana na svoje položaje istočno od Auzze.

## 37. pučko-ustaška pukovnija Herceg Novi
37. pučko-ustaška pukovnija Herceg Novi (k.k. Landsturm-Infanterieregiment Nr. 37 "Castelnuovo") osnovana je 1914. kao trećelinijska vojna snaga sastavljena od osoba između 36. i 50. godina (rezervisti domobranskih jedinica), te onih koje još nisu služile vojsku, dakle od 18. do 21. godina. Primarna svrha dalmatinskog pučkog ustanka bila je obrana dalmatinske obale, kako bi se omogućilo da regularne postrojbe iz Dalmacije – 22. pješačka te 23. i 37. domobranska pukovnija – mogu sudjelovati na drugim bojištima. Bojne pučko-ustaške pukovnije kasnije tijekom rata aktivno sudjeluju na balkanskom bojištu, a brojni regurti služe kao popuna prorijeđenim bojnama 37. domobranske pukovnije na talijanskom bojištu.

## Sastav
Hrvati i Srbi 92 %, Talijani 5 %, ostali 3 %.

## Organizacija 1914.
- Zapovjedništvo pukovnije – Gruž (Gravosa)
- I. bojna – Gruž (Gravosa)
- II. bojna – Kotor (Cattaro )
- III. bojna – Herceg Novi (Castelnuovo )
- Popunidbena bojna – Dubrovnik (Ragusa)

## Zapovjednici
- 1907. – 1911. – puk. Karl Walter
- 1912. – puk. Josef Haberditz
- 1912. – 1914. – puk. Franz Grossmann

## Galerija
- paradna odora, satnik domobranstva (prije 1908.)
- paradna odora, satnik domobranstva
- paradna odora, vodnik domobranstva (prije 1908.)
- paradna odora, desetnik 37. pukovnije domobranstva
- borbena odora, vodnik 37. pukovnije domobranstva (prije 1908.)
- borbena (brdska) odora, desetnik 23. ili 37. pukovnije domobranstva
- Ratna zastava pukovnije
- naličje ratne zastave